# كتاب الألعاب الجديدة
كتاب الألعاب الجديدة (بالإنجليزية: The New Games Book)‏ ورفيقه، المزيد من الألعاب الجديدة(بالإنجليزية: More New Games)‏، من الموارد التي طُورت لحركة «الألعاب الجديدة» التي بدأت في أواخر الستينيات لتشجيع الناس على ممارسة ألعاب غير تنافسية أو أكثر ودية. يمكن الآن رؤية العديد من «الألعاب الجديدة» وهي تُلعب في أشكالها الحديثة، في مجموعات شبابية كنسية، ومعسكرات صيفية، ودروس رياضية، وورش عمل مسرحية، وكتدريبات بناء الفرق للمنظمات.
بدأت حركة الألعاب الجديدة عن طريق بات فارينجتون (Pat Farrington) الذي ساعد في تنظيم أول «بطولة ألعاب جديدة» في محمية جيربود (Gerbode Preserve) في أكتوبر 1973 م. وكانت البطولة بتمويل من مؤسسة The Point.
نجاح هذه البطولة أدى إلى مؤسسة الألعاب الجديدة والتي بدورها نشرت كتاب الألعاب الجديدة في 1976 عندما كانت المؤسسة تحت إشراف بيرني ديكوفين (Bernie DeKoven) وبورتون نايدتش (Burton Naiditch) وجون أوكونيل (John O'Connell). ديكوفين كان أحد أكبر المساهمين الرئيسيين في تطوير برنامج التدريب على الألعاب الجديدة والذي كان المفتاح لنشر مفهوم الألعاب الجديدة في جميع أنحاء العالم. انتهت المؤسسة عام 1983.

## روابط خارجية
- https://inewgames.com/
- https://jergames.blogspot.com/2008/02/history-of-new-games-foundation.html